# (121) Гермиона
(121) Гермиона (др.-греч. Ἑρμιόνη) — очень крупный астероид внешней части главного пояса, который принадлежит к тёмному спектральному классу C и входит в состав семейства Кибелы. Он был обнаружен 12 мая 1872 года американским астрономом Дж. К. Уотсоном в Анн-Арборе, США, и назван в честь Гермионы, дочери царя Спарты Менелая и Елены.
Максимальная температура 231 K (-41 °C), минимальная температура 73 K (-200 °C).
Японский инфракрасный спутник Akari выявил наличие на Гермионе гидратированных минералов.
В 2002 году у Гермионы с помощью телескопа Кек II был обнаружен спутник S/2002 (121) 1 диаметром около 8 миль (13 км).